# Alice Honigmann
Alice Honigmann, geb. Kohlmann (auch bekannt als Litzi/Litzy Friedmann; Lizzy/Lisa Honigmann; Litzi Philby; * 2. Mai 1910 in Wien; † 18./19. Mai 1991 ebenda) war eine österreichische Synchronregisseurin und Geheimagentin.

## Leben und Wirken
Alice Kohlmann wurde in eine jüdische Familie österreichisch-ungarischer Herkunft hineingeboren.
Im Jahr 1931 heiratete sie den Zionisten Karl Friedmann. Die Ehe hielt vier Monate. Von 1933 bis 1934 war Friedmann in ihrer Heimat in der KPÖ tätig, weshalb sie in Haft genommen wurde.
1934 lernte sie in Wien Kim Philby, einen der Cambridge Five kennen. Die beiden heirateten und emigrierten nach London. Philby war als Korrespondent der Times getarnt und als Spion für den KGB bereits während des Spanischen Bürgerkrieges tätig; seine Ehefrau arbeitete mit ihm zusammen, indem sie Informationen von Frankreich aus an Kontaktmänner weiterleitete. Friedmann war 1934 von Arnold Deutsch und Edith Tudor-Hart rekrutiert worden. Sie wurde vor allem von Boris Volodarsky mit dem Codenamen Mary in Verbindung gebracht. Sie erledigte neben den gefährlichen Kurierdienste auch andere Aufgaben, die unentdeckt blieben; so versteckte sie im Jahr 1934 in Wiener Abwasserkanälen Waffen.
Die Ehe mit Philby wurde 1946 geschieden. In London lernte sie den deutschen Journalisten Georg Honigmann kennen und folgte ihm nach Berlin, wo die beiden heirateten. Die Ehe wurde kurz nach der Geburt der gemeinsamen Tochter und späteren Schriftstellerin Barbara Honigmann (* 1949) geschieden. In Ost-Berlin arbeitete Alice Honigmann zunächst beim Sowjetischen Nachrichtenbüro und später als Pressechefin und Synchronregisseurin bei der DEFA.
Nach der Migration ihrer Tochter in die Bundesrepublik kehrte Alice Honigmann 1984 in ihre Heimatstadt Wien zurück. Zuletzt wohnte sie in einem Seniorenheim, wo sie 1991 im Alter von 81 Jahren starb.
2004 widmete ihr ihre Tochter ein eigenes Buch unter dem Titel Ein Kapitel aus meinem Leben.

## Arbeiten als Synchronregisseurin (Auswahl)
- 1938: Der Schpountz (Le Schpountz)
- 1938: Gorkis Kindheit (Detstvo Gorkogo) (dt. 1968)
- 1952: Trents letzter Fall (Trent's Last Case) (dt. 1969)
- 1955: Im Zeichen der Venus (Il Segno di Venere)
- 1955: Gute Nacht, Herr Advokat! (Buonanotte... Avvocato!) (dt. 1967)
- 1956: Professor Hannibal (Hannibál tanár úr)
- 1960: Die Freuden der Junggesellen (I Piaceri dello Scapolo) (dt. 1968)
- 1966: Die Nonne (La Religieuse) (dt. 1969)
- 1970: Der Wolfsjunge (L’Enfant sauvage)